# Nosy Hara
Nosy Hara je malý neobývaný ostrov vápencového základu, který se nachází na severozápadním pobřeží Madagaskaru a spadá pod město Antsiranana.

## Fauna
Jedná se o jedinou lokalitu, kde se nachází druh plaza z podčeledi brokesie Brookesia micra, nejmenšího známého chameleona, který byl objeven v roce 2012 týmem německých vědců.

## Ochrana
Od roku 2007 je ostrov Nosy Hara součástí chráněné mořské oblasti.